# Christian Ramus (biskop)
Christian Ramus, född i februari 1687 (eller 1688) i Trondhjem, död den 14 december 1762, var en dansk biskop, son till Melchior Ramus.
Ramus blev student från Trondhjem 1707 och studerade först medicin, men av ekonomiska skäl valde han senare teologiska studier och tog sin ämbetsexamen 1710. Redan 1711 under pesten fick han prästerlig anställning i Köpenhamn, innan han hade uppnått den ålder, som lagen kräver, först som hjälppräst vid Garnisons Kirke, där sognepræsten var bortrest av fruktan för sjukdomen, och därefter som kaplan vid Holmens Kirke, där hans företrädare hade dött av samma sjukdom. 
År 1720 blev han meddirektör vid fattigväsendet, 1728 präst i Vordingborg, prost över Baarse Herred och konsistorialassessor. År 1730 kallades han åter tillbaka till huvudstaden som präst för Helliggejstes menighet, som efter branden 1728 höll sin gudstjänst i Holmens Kirke, och efter att han på nytt hade inträtt i bestyrelsen för fattigväsendet, gjorde han sig förtjänt vid att arbejta på att avhjälpa den stora nöd, som hade framkallats vid branden, liksom han också försökte främja allmogens undervisning genom en utvidgad katekisation. Den 18 januari 1732 utnämndes han till biskop över Fyns stift.
Ramus var inte pietist, men de filantropiska strävanden, som utgick från pietismen, stöttade han fullt ut. I Odense hade han särskild omsorg för skol- och hospitalsväsendet. Han ökade deras medel och utvidgade deras verksamhet, och genom en utsträckt välgörenhet lade han grunden till ett gott eftermäle. I sina sista år led han av starr och var en period helt blind, tills han genom en lyckosam operation återfick synen på ena ögat. Han dog kort efter att han hade fått sin son Jacob utnämnd till vicebiskop. Denne blev också hans efterträdare.